# 2. Deutsche Volleyball-Bundesliga 1977/78 (Frauen)
Die Saison 1977/78 der 2. Volleyball-Bundesliga der Frauen war die zweite Ausgabe dieses Wettbewerbs.

## 2. Bundesliga Nord
Meister und Aufsteiger in die 1. Bundesliga wurde der Hamburger SV. Absteigen mussten der Dürener TV und TuRa Melle.

### Mannschaften
In dieser Saison spielten folgende acht Mannschaften in der 2. Bundesliga Nord der Frauen:
- Dürener TV
- Godesberger TV
- Hamburger SV
- Post SV Köln
- Uni Köln
- Lüner SV
- TuRa Melle
- 1. VC Schwerte II

Absteiger aus der 1. Bundesliga waren der Hamburger SV und der Lüner SV. Aus der Regionalliga Nord stieg TuRa Melle auf.

### Tabelle
|                         | Verein      | Spiele | Punkte | Sätze |
| ----------------------- | ----------- | ------ | ------ | ----- |
| 1.                      | Hamburg (A) | 14     |        |       |
| 2.                      |             | 14     |        |       |
| 3.                      |             | 14     |        |       |
| 4.                      |             | 14     |        |       |
| 5.                      |             | 14     |        |       |
| 6.                      |             | 14     |        |       |
| 7.                      | Düren       | 14     |        |       |
| 8.                      | Melle (N)   | 14     |        |       |
| Stand: Abschlusstabelle |             |        |        |       |

|     | Aufsteiger in die Bundesliga    |
|     | Absteiger in die Regionalliga   |
| (A) | Absteiger aus der 1. Bundesliga |
| (N) | Aufsteiger aus der Regionalliga |

## 2. Bundesliga Süd
Meister und Aufsteiger in die 1. Bundesliga wurde der SV Lohhof. Absteigen mussten der VC Hofheim und der PSV Reutlingen.

### Mannschaften
In dieser Saison spielten folgende acht Mannschaften in der 2. Bundesliga Süd der Frauen:
- Eintracht Frankfurt
- USC Freiburg
- VC Hofheim
- TV Kornwestheim
- SV Lohhof
- PSV Marburg
- TSV 1860 München
- PSV Reutlingen

Aufsteiger aus der Regionalliga waren der VC Hofheim (Südwest) und der SV Lohhof (Süd).

### Tabelle
|                         | Verein      | Spiele | Punkte | Sätze |
| ----------------------- | ----------- | ------ | ------ | ----- |
| 1.                      | Lohhof (N)  | 14     |        |       |
| 2.                      |             | 14     |        |       |
| 3.                      |             | 14     |        |       |
| 4.                      |             | 14     |        |       |
| 5.                      |             | 14     |        |       |
| 6.                      |             | 14     |        |       |
| 7.                      | Hofheim (N) | 14     |        |       |
| 8.                      | Reutlingen  | 14     |        |       |
| Stand: Abschlusstabelle |             |        |        |       |

|     | Aufsteiger in die Bundesliga    |
|     | Absteiger in die Regionalliga   |
| (N) | Aufsteiger aus der Regionalliga |